# Silbury Hill
Silbury Hill – liczący ponad 4500 lat kopiec w południowej Anglii, w hrabstwie Wiltshire. Jest to najwyższy wykonany przez człowieka kopiec w Europie i jeden z największych na świecie, ma 40 m wysokości i 167 m średnicy. Istnieje kilka teorii dotyczących sposobu powstania kopca, dwie z nich to:
1. zbudowany w formie sześciobocznej piramidy, obsypanej ziemią;
2. zbudowany w formie spiralnej drogi procesyjnej, zasypanej później ziemią.

Obiekt w roku 1986 wpisany na listę światowego dziedzictwa UNESCO razem ze Stonehenge i podobnymi obiektami w Anglii.